# ژنو (مینه‌سوتا)
ژنو، مینه‌سوتا (به انگلیسی: Geneva, Minnesota) یک شهر در ایالات متحده آمریکا است که در شهرستان فری‌بورن، مینه‌سوتا واقع شده‌است.

## خصوصیات
ژنو ۱٫۳۷ کیلومترمربع مساحت و ۵۵۵ نفر جمعیت دارد و ۳۷۴ متر بالاتر از سطح دریا واقع شده‌است.